# アブドラッラヒーム
アブドラッラヒーム（Abd al-Rakhim、1560年 - 1635年）は、ヤルカンド・ハン国の王族。

## 生涯
アブドゥッラシード・ハン1世の十二男で、父の死から3か月後に誕生した。
1591年、兄のムハンマドから東部のサリコルとワハン地域の統治を任され、1594年にトルファンとチャリシュで自立を宣言した甥のクダバンデ・スルタンを1596年に打倒して、両地域の統治権も得た。
しかし、カザフとの婚姻関係をもって後ろ盾を得たアブドラッラヒームは東部において権力基盤を安定させ、ムハンマドからの自立傾向を強めた。ムハンマドの死後にシュジャーウッディーン・アフマドがその後継者となると、不満を持って独立した。以降、死去するまでの約40年間、アクスのバイを手中に収めようとして抗争を続けた。アブドラッラヒームの死後、その勢力は子のアブドゥッラーが引き継いだ。

## 参考資料
- 丸山鋼二「ヤルカンド･ハン朝の建国と「聖戦」： 新疆イスラム教小史⑦」『文教大学国際学部紀要』第24巻第2号、文教大学、2014年1月、47-64頁、CRID 1050001338027025664、ISSN 0917-3072。

| スタブアイコン | サブスタブ | この項目は、まだ閲覧者の調べものの参照としては役立たない、人物に関連した書きかけの項目です。この項目を加筆・訂正などしてくださる協力者を求めています（P:人物伝/PJ:人物伝）。 |